# قانون اساسی استرالیا

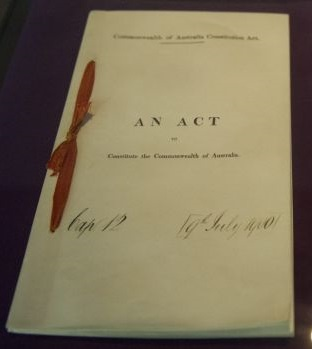
قانون اساسی استرالیا

قانون اساسی استرالیا مجموعه قوانین عالی است که دولت مشترک‌المنافع استرالیا تحت آن فعالیت می‌کند. این قانون رابطه دولت فدرال یا مشترک‌المنافع مرکزی استرالیا را با دولتهای ایالتی در هریک از ایالتها و سرزمین‌های این کشور و حدود اختیارات و وظایف هریک را مشخص می‌کند. قانون اساسی استرالیا در رفراندومی که طی ۱۸۹۸–۱۹۰۰ در مستعمرات استرالیا برگزار شد به تصویب رسید و به عنوان بخشی از قانون تشکیل کشور مشترک‌المنافع استرالیا در سال ۱۹۰۰ توسط مجلس بریتانیا رسمیت یافت.

## ساختار قانون اساسی
قانون اساسی مشترک‌المنافع استرالیا مصوب ۱۹۰۰ شامل یک مقدمه و نه بخش است. قوای مقننه، مجریه و قضائیه در این قانون اساسی به تفکیک و در سه فصل پیاپی توصیف و مشخص شده‌اند. قانون اساسی استرالیا شامل ۱۲۸ بخش است.

## یادداشت
1. ↑  In Australian law, legislation which was enacted by the British parliament and which has or had effect in Australia by paramount force (or was subsequently received into Australian law) is referred to as "imperial" law, denoted with the "(Imp)" abbreviation when citing legislation by its short title.
2. ↑  Spry, Max (1995–96). "The Executive Power of the commonwealth: its scope and limits". Research Paper 28 Last reviewed 19 July 2004 by the Parliamentary Library Web Manager. Archived from the original on 8 March 2016. {{cite journal}}: Cite journal requires |journal= (help)